# Henry Thynne (homme politique)
Pour les articles homonymes, voir Henry Thynne.
Henry Frederick Thynne (né le 2 août 1832 et mort le 28 janvier 1904) est un homme politique britannique du parti conservateur. Il servit sous Disraeli comme Treasurer of the Royal Household entre 1875 et 1880.

## Biographie
Henry Thynne est le fils cadet de Henry Thynne (3e marquis de Bath), et de son épouse l'Hon. Harriet Baring, fille d'Alexander Baring, premier baron Ashburton. Son frère aîné est John Thynne (4e marquis de Bath).
Il entre à la Chambre des communes en 1859 en tant que député du South Wiltshire, siège qu'il occupe jusqu'en 1885. Il sert sous Disraeli en tant que Treasurer of the Household de 1875 à 1880. En 1876, il est admis au Conseil privé. Outre sa carrière politique, il est aussi major du régiment de cavalerie Royal Wiltshire Yeomanry et Deputy Lieutenant du Wiltshire.

## Famille
Thynne épouse le 1er juin 1858 Lady Ulrica Frederica Jane Seymour, fille du douzième duc de Somerset Lord Seymour. Ils ont quatre fils et deux filles :
- Thomas Ulric Thynne (né en 1861), officier de la Royal Navy, épouse en 1898 Dorothy Mary Warner, fille de Charles William Warner
- John Alexander Roger Thynne (né en 1864)
- Ulric Oliver Thynne, (1871–1957), officier de la British Army ; marié en 1899 à Marjory Wormald, fille d'Edward Wormald, dont descendance
- Oliver St Maur Thynne (né en 1901)
- Alice Rachel Thynne
- Alice Ruth Hermione Thynne; épouse en 1889 Alexander Edward Lane Fox-Pitt Rivers, dont George Pitt-Rivers

Lord Henry meurt en janvier 1904, âgé de 71 ans. Lady Ulrica lui survit douze ans et meurt en janvier 1916.